# Hazelton (Columbia Británica)
Hazelton es un pueblo canadiense situado en la provincia de Columbia Británica.

## Superficie
Hazelton tiene una superficie de 2,89 km².

## Demografía
En 2021, tenía 257 habitantes, una densidad poblacional de 89,1 hab./km², y 125 viviendas.